# 格倫濟涅茨河
53°27′32″N 14°35′40″E / 53.4589°N 14.5944°E

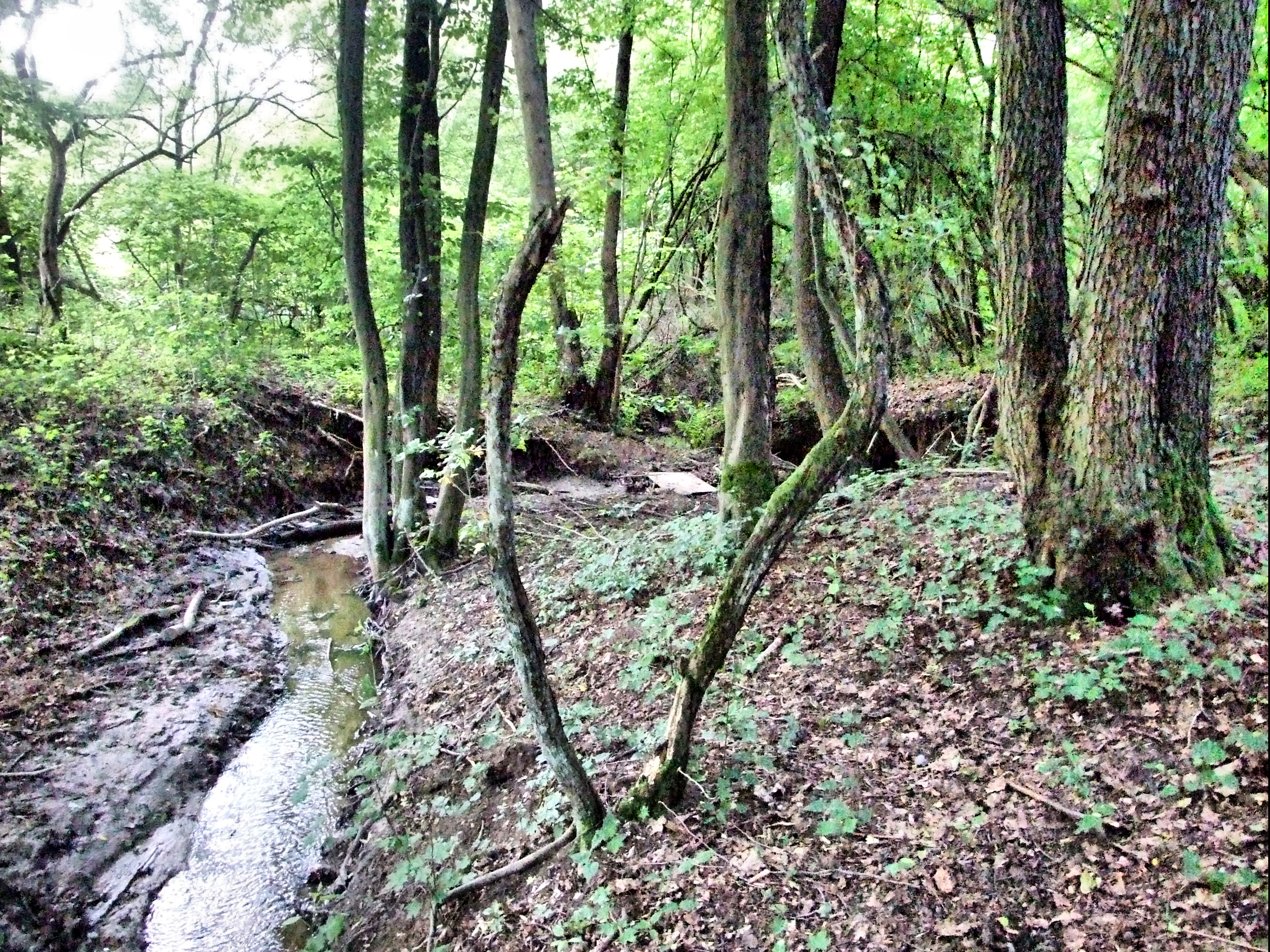

格倫濟涅茨河是波蘭的河流，位於該國西北部，處於西波美拉尼亞省，屬於奧得河的支流，河道全長5.5公里，河畔城鎮有什切青。